# Gran Premio motociclistico d'Olanda 1993
Il Gran Premio motociclistico d'Olanda 1993 fu il settimo Gran Premio della stagione e si disputò sabato 26 giugno 1993 sul circuito di Assen.
Nella classe 500 il vincitore fu, per la quarta volta in stagione, Kevin Schwantz, mentre nella classe 250 la vittoria andò a Loris Capirossi e Dirk Raudies colse il suo quinto successo stagionale nella classe 125. Riguardo ai sidecar, nello stesso weekend si disputò la terza gara della stagione, che vide la vittoria dell'equipaggio formato da Rolf Biland e Kurt Waltisperg.

## Classe 500

### Arrivati al traguardo
| Pos. | Nº | Pilota          | Squadra                 | Motocicletta  | Giri | Tempo     | Griglia | Punti |
| ---- | -- | --------------- | ----------------------- | ------------- | ---- | --------- | ------- | ----- |
| 1º   | 34 | Kevin Schwantz  | Lucky Strike Suzuki     | Suzuki        | 20   | 41:35.943 | 2       | 25    |
| 2º   | 2  | Mick Doohan     | Rothmans Honda          | Honda         | 20   | +0.829    | 1       | 20    |
| 3º   | 8  | Àlex Crivillé   | Marlboro Honda Pons     | Honda         | 20   | +13.518   | 8       | 16    |
| 4º   | 5  | Doug Chandler   | Cagiva Team Agostini    | Cagiva        | 20   | +13.822   | 5       | 13    |
| 5º   | 1  | Wayne Rainey    | Marlboro Team Roberts   | Yamaha        | 20   | +18.063   | 6       | 11    |
| 6º   | 6  | Shin'ichi Itō   | HRC Rothmans Honda      | Honda         | 20   | +34.405   | 7       | 10    |
| 7º   | 7  | Luca Cadalora   | Marlboro Team Roberts   | Yamaha        | 20   | +56.495   | 9       | 9     |
| 8º   | 11 | Niall Mackenzie | Valvoline Team WCM      | ROC Yamaha    | 20   | +56.672   | 11      | 8     |
| 9º   | 37 | Simon Crafar    | Peter Graves Racing     | Harris Yamaha | 20   | +1:11.241 | 17      | 7     |
| 10º  | 28 | John Reynolds   | Padgett's Motorcycles   | Harris Yamaha | 20   | +1:14.408 | 14      | 6     |
| 11º  | 18 | Bernard Garcia  | Yamaha Motor France     | Yamaha        | 20   | +1:14.429 | 15      | 5     |
| 12º  | 16 | Michael Rudroff | Rallye Sport            | Harris Yamaha | 20   | +1:22.378 | 12      | 4     |
| 13º  | 32 | José Kuhn       | Euromoto                | ROC Yamaha    | 20   | +1:22.827 | 19      | 3     |
| 14º  | 15 | Tsutomu Udagawa | Team Udagawa            | ROC Yamaha    | 20   | +1:26.043 | 13      | 2     |
| 15º  | 21 | Laurent Naveau  | Euro Team               | ROC Yamaha    | 20   | +1:46.568 | 20      | 1     |
| 16º  | 29 | Sean Emmett     | Shell Team Harris       | Harris Yamaha | 20   | +1:46.727 | 18      |       |
| 17º  | 33 | Andreas Meklau  | Austrian Racing Company | ROC Yamaha    | 20   | +1:58.929 | 26      |       |
| 18º  | 27 | Renzo Colleoni  | Team Elit               | ROC Yamaha    | 20   | +1:59.991 | 21      |       |
| 19º  | 22 | Kevin Mitchell  | MBM Racing              | Harris Yamaha | 20   | +2:59.095 | 22      |       |
| 20º  | 42 | Andrew Stroud   | Team Harris             | Harris Yamaha | 19   | +1 giro   | 30      |       |
| 21º  | 24 | Cees Doorakkers | Doorakkers Racing       | Harris Yamaha | 19   | +1 giro   | 23      |       |

### Ritirati
| Nº | Pilota            | Squadra              | Motocicletta | Giri | Griglia |
| -- | ----------------- | -------------------- | ------------ | ---- | ------- |
| 9  | Alex Barros       | Lucky Strike Suzuki  | Suzuki       | 18   | 3       |
| 23 | Serge David       | Team ROC             | ROC Yamaha   | 9    | 24      |
| 25 | Thierry Crine     | Ville de Paris       | ROC Yamaha   | 7    | 28      |
| 14 | Marco Papa        | Librenti Corse       | Librenti     | 5    | 31      |
| 35 | Jean-Luc Romanens | Argus Racing         | ROC Yamaha   | 4    | 29      |
| 20 | Jeremy McWilliams | Millar Racing        | Yamaha       | 2    | 25      |
| 30 | Juan López Mella  | Lopez Mella Racing   | ROC Yamaha   | 2    | 16      |
| 4  | Daryl Beattie     | Rothmans Honda       | Honda        | 1    | 4       |
| 12 | Mat Mladin        | Cagiva Team Agostini | Cagiva       | 1    | 10      |
| 31 | Bruno Bonhuil     | MTD Objectif 500     | ROC Yamaha   | 1    | 27      |

## Classe 250

### Arrivati al traguardo
| Pos. | Nº | Pilota                   | Motocicletta | Giri | Tempo     | Griglia | Punti |
| ---- | -- | ------------------------ | ------------ | ---- | --------- | ------- | ----- |
| 1º   | 65 | Loris Capirossi          | Honda        | 18   | 38:26.004 | 1       | 25    |
| 2º   | 31 | Tetsuya Harada           | Yamaha       | 18   | +3.917    | 6       | 20    |
| 3º   | 19 | John Kocinski            | Suzuki       | 18   | +4.680    | 8       | 16    |
| 4º   | 17 | Jean-Philippe Ruggia     | Aprilia      | 18   | +5.578    | 4       | 13    |
| 5º   | 4  | Helmut Bradl             | Honda        | 18   | +9.391    | 10      | 11    |
| 6º   | 13 | Loris Reggiani           | Aprilia      | 18   | +14.448   | 3       | 10    |
| 7º   | 11 | Wilco Zeelenberg         | Aprilia      | 18   | +14.512   | 13      | 9     |
| 8º   | 3  | Pierfrancesco Chili      | Yamaha       | 18   | +14.802   | 11      | 8     |
| 9º   | 6  | Alberto Puig             | Honda        | 18   | +24.690   | 9       | 7     |
| 10º  | 14 | Nobuatsu Aoki            | Honda        | 18   | +32.770   | 12      | 6     |
| 11º  | 34 | Luis d'Antín             | Honda        | 18   | +45.934   | 14      | 5     |
| 12º  | 28 | Adrian Bosshard          | Honda        | 18   | +52.218   | 19      | 4     |
| 13º  | 16 | Andreas Preining         | Aprilia      | 18   | +52.417   | 20      | 3     |
| 14º  | 20 | Eskil Suter              | Aprilia      | 18   | +52.590   | 22      | 2     |
| 15º  | 25 | Jurgen van den Goorbergh | Aprilia      | 18   | +1:03.448 | 27      | 1     |
| 16º  | 44 | Jean-Michel Bayle        | Aprilia      | 18   | +1:18.804 | 24      |       |
| 17º  | 26 | Bernd Kassner            | Aprilia      | 18   | +1:19.624 | 25      |       |
| 18º  | 23 | Bernard Haenggeli        | Aprilia      | 18   | +1:21.790 | 30      |       |
| 19º  | 32 | Volker Bähr              | Honda        | 18   | +1:32.458 | 32      |       |
| 20º  | 43 | Massimo Pennacchioli     | Honda        | 17   | +1 giro   | 33      |       |
| 21º  | 61 | Rudie Markink            | Yamaha       | 17   | +1 giro   | 34      |       |

### Ritirati
| Nº | Pilota                    | Motocicletta | Giri | Griglia |
| -- | ------------------------- | ------------ | ---- | ------- |
| 27 | Frédéric Protat           | Aprilia      | 15   | 18      |
| 39 | Alessandro Gramigni       | Gilera       | 14   | 21      |
| 8  | Carlos Cardús             | Honda        | 12   | 15      |
| 7  | Jochen Schmid             | Yamaha       | 10   | 17      |
| 24 | Patrick van den Goorbergh | Aprilia      | 7    | 23      |
| 62 | Matthieu van Gaalen       | Aprilia      | 6    | 35      |
| 35 | Loek Bodelier             | Honda        | 5    | 31      |
| 51 | Jean Pierre Jeandat       | Aprilia      | 4    | 28      |
| 5  | Max Biaggi                | Honda        | 4    | 7       |
| 22 | Luis Maurel               | Aprilia      | 3    | 26      |
| 21 | Paolo Casoli              | Gilera       | 2    | 16      |
| 18 | Tadayuki Okada            | Honda        | 2    | 5       |
| 10 | Doriano Romboni           | Honda        | 1    | 2       |

### Non partito
| Nº | Pilota     | Motocicletta | Griglia |
| -- | ---------- | ------------ | ------- |
| 30 | Juan Borja | Honda        | 29      |

## Classe 125

### Arrivati al traguardo
| Pos. | Nº | Pilota             | Motocicletta | Giri | Tempo     | Griglia | Punti |
| ---- | -- | ------------------ | ------------ | ---- | --------- | ------- | ----- |
| 1º   | 5  | Dirk Raudies       | Honda        | 17   | 39:08.938 | 1       | 25    |
| 2º   | 8  | Kazuto Sakata      | Honda        | 17   | +9.790    | 8       | 20    |
| 3º   | 20 | Manfred Baumann    | Honda        | 17   | +10.374   | 13      | 16    |
| 4º   | 23 | Maik Stief         | Honda        | 17   | +11.958   | 10      | 13    |
| 5º   | 10 | Hans Spaan         | Honda        | 17   | +12.104   | 14      | 11    |
| 6º   | 11 | Peter Öttl         | Aprilia      | 17   | +12.173   | 5       | 10    |
| 7º   | 16 | Ezio Gianola       | Honda        | 17   | +18.615   | 4       | 9     |
| 8º   | 15 | Oliver Petrucciani | Aprilia      | 17   | +25.933   | 7       | 8     |
| 9º   | 17 | Akira Saitō        | Honda        | 17   | +26.078   | 20      | 7     |
| 10º  | 14 | Oliver Koch        | Honda        | 17   | +31.598   | 12      | 6     |
| 11º  | 21 | Stefan Kurfiss     | Aprilia      | 17   | +37.734   | 21      | 5     |
| 12º  | 19 | Kin'ya Wada        | Honda        | 17   | +49.068   | 24      | 4     |
| 13º  | 38 | Emilio Cuppini     | Aprilia      | 17   | +51.315   | 18      | 3     |
| 14º  | 12 | Herri Torrontegui  | Aprilia      | 17   | +1:08.012 | 6       | 2     |
| 15º  | 25 | Neil Hodgson       | Honda        | 17   | +1:12.316 | 29      | 1     |
| 16º  | 31 | Garry McCoy        | Aprilia      | 17   | +1:23.578 | 32      |       |
| 17º  | 43 | Manuel Hernández   | Aprilia      | 17   | +1:23.718 | 34      |       |
| 18º  | 61 | Ron Reniers        | Honda        | 17   | +1:25.206 | 31      |       |

### Ritirati
| Nº | Pilota            | Motocicletta | Giri | Griglia |
| -- | ----------------- | ------------ | ---- | ------- |
| 36 | Takeshi Tsujimura | Honda        | 16   | 3       |
| 28 | Luigi Ancona      | Honda        | 16   | 26      |
| 7  | Noboru Ueda       | Honda        | 15   | 11      |
| 30 | Giovanni Palmieri | Aprilia      | 15   | 30      |
| 42 | Shin'ya Satō      | Honda        | 12   | 25      |
| 41 | Luis Álvaro       | Honda        | 12   | 27      |
| 9  | Carlos Giró       | Aprilia      | 6    | 16      |
| 27 | Julián Miralles   | Honda        | 5    | 28      |
| 3  | Ralf Waldmann     | Aprilia      | 3    | 2       |
| 22 | Lucio Cecchinello | Gazzaniga    | 2    | 33      |
| 2  | Fausto Gresini    | Honda        | 0    | 23      |
| 6  | Jorge Martínez    | Honda        | 0    | 22      |
| 24 | Haruchika Aoki    | Honda        | 0    | 15      |
| 29 | Arie Molenaar     | Honda        | 0    | 19      |
| 65 | Gabriele Debbia   | Honda        | 0    | 17      |

### Non partiti
| Nº | Pilota          | Motocicletta | Griglia |
| -- | --------------- | ------------ | ------- |
| 62 | Adrie Nijenhuis | Honda        | 35      |
| 4  | Bruno Casanova  | Aprilia      | 9       |

## Classe sidecar
In una gara disputata con condizioni meteo mutevoli, l'equipaggio Rolf Biland-Kurt Waltisperg ottiene la seconda vittoria consecutiva; salgono sul podio anche Webster-Simmons e Dixon-Hetherington. In classifica Biland conduce con 79 punti, davanti a Webster a 47 e ad Abbott e Derek Brindley appaiati a 39.

### Arrivati al traguardo
| Pos | Pilota             | Passeggero        | Moto           | Tempo     | Punti |
| --- | ------------------ | ----------------- | -------------- | --------- | ----- |
| 1   | Rolf Biland        | Kurt Waltisperg   | LCR-Krauser    | 37:03.424 | 25    |
| 2   | Steve Webster      | Gavin Simmons     | LCR-ADM        | +4.230    | 20    |
| 3   | Darren Dixon       | Andy Hetherington | LCR-Krauser    | +15.141   | 16    |
| 4   | Derek Brindley     | Paul Hutchinson   | LCR-ADM        | +29.516   | 13    |
| 5   | Klaus Klaffenböck  | Christian Parzer  | LCR-ADM        | +29.685   | 11    |
| 6   | Ralph Bohnhorst    | Peter Brown       | LCR-ADM        | +32.734   | 10    |
| 7   | Steve Abbott       | Julian Tailford   | Windle-ADM     | +43.762   | 9     |
| 8   | Paul Güdel         | Charly Güdel      | LCR-Krauser    | +57.093   | 8     |
| 9   | Markus Bösiger     | Beat Leibundgut   | LCR-ADM        | +1'11.034 | 7     |
| 10  | Yoshisada Kumagaya | Brian Houghton    | LCR-Krauser    | +1'23.326 | 6     |
| 11  | Tony Wyssen        | Kilian Wyssen     | LCR-ADM        | +1'39.479 | 5     |
| 12  | Billy Gällros      | Peter Berglund    | LCR-Yamaha     | +2'03.986 | 4     |
| 13  | Mark Reddington    | Trevor Crone      | LCR-Krauser    | +2'09.835 | 3     |
| 14  | Reiner Koster      | Oscar Combi       | LCR-ADM        | +1 giro   | 2     |
| 15  | Gary Knight        | Peter Höss        | Windle-Krauser |           | 1     |